# علاقات أستراليا الخارجية

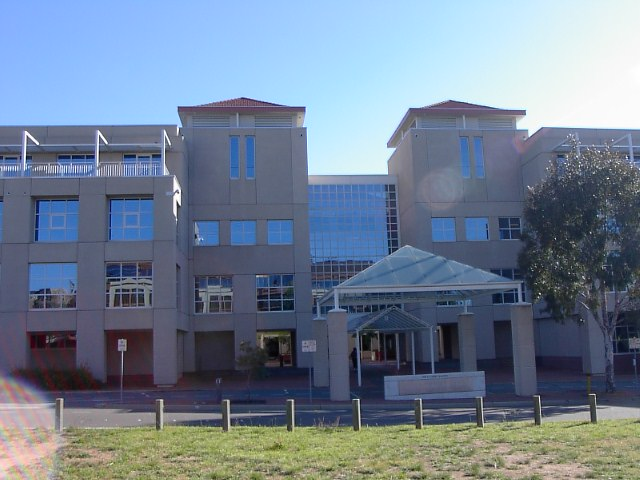

تتأثر العلاقات الخارجية لأستراليا بموقعها باعتبارها دولة تجارية رائدة ومانحًا مهمًا للمساعدات الإنسانية. تسترشد السياسة الخارجية الأسترالية بالالتزام بتعددية الأطراف والإقليمية، وكذلك بالعلاقات الثنائية القوية مع حلفائها. تركز سياسة أستراليا الخارجية على كل من التجارة الحرة والإرهاب واللاجئين والتعاون الاقتصادي مع دول آسيا والاستقرار في منطقة آسيا والمحيط الهادئ، معتبرةً كل مما سبق شاغلًا أساسيًا لأستراليا. تنشط أستراليا في الأمم المتحدة وفي دول الكومنولث. وُصفت أستراليا بأنها قوة إقليمية متوسطة بامتياز، نظرًا لتاريخها في بدء ودعم المبادرات الإقليمية والعالمية الهامة.
تحافظ أستراليا على علاقات مهمة مع آسيان (دول جنوب شرق آسيا)، بالإضافة إلى تحالفها بشكل ثابت مع نيوزيلندا من خلال علاقات طويلة الأمد تعود إلى القرن التاسع عشر. تمتلك الدولة أيضًا تحالفًا طويل الأمد مع الولايات المتحدة الأمريكية. سعت أستراليا على مدى العقود الأخيرة إلى تعزيز علاقاتها مع الدول الآسيوية، إذ أصبح هذا الهدف مركز اهتمام شبكة بعثات البلاد الدبلوماسية. 

## نبذة تاريخية
تولت الحكومة البريطانية معظم سياسة أستراليا الخارجية قبل الحرب العالمية الثانية. كانت مواءمة الجيش والدبلوماسية بشكل أوثق مع الولايات المتحدة الأمريكية القرار الحاسم خلال الحرب. يُعتبر ريتشارد كيسي أول دبلوماسي معتمد أُرسل إلى أي دولة أجنبية، إذ عُين في يناير من عام 1940. أصبحت الولايات المتحدة الأمريكية أهم شريك وحليف تجاري منذ عام 1941. أبرمت أستراليا اتفاقية في عام 1944 مع نيوزيلندا للتعامل مع أمن ورفاهية وتقدم شعوب الأقاليم المستقلة في المحيط الهادئ (عُرفت الاتفاقية باسم ميثاق ANZAC). لعبت أستراليا بعد الحرب دورًا في لجنة الشرق الأقصى في اليابان، ودعمت استقلال إندونيسيا خلال ثورة البلاد ضد الهولنديين (1945-1949). 
تُعتبر أستراليا أحد مؤسسي الأمم المتحدة ولجنة جنوب المحيط الهادئ (1947)، بالإضافة إلى اقتراحها لخطة كولومبو لمساعدة البلدان النامية في آسيا في عام 1950، إلى جانب مساهمتها في قوات الأمم المتحدة في الحرب الكورية –إذ كانت أول دولة تعلن نيتها للقيام بذلك بعد الولايات المتحدة الأمريكية- أرسلت أستراليا قوات للمساعدة في إخماد الثورة الشيوعية في مالايا خلال الفترة الممتدة بين عامي 1948 و1960، ثم أرسلت قوات لمحاربة غزو السراوق المدعوم من إندونيسيا بين عامي 1963 و1965.
أرسلت أستراليا قوات لصد الشيوعية ومساعدة القوات الفيتنامية الجنوبية والأمريكية في حرب فيتنام، في خطوة أدت إلى بدء نشاط مناهض للحرب في أستراليا نفسها. انضمت أستراليا إلى قوات التحالف في حرب الخليج العربي في عام 1991. نشطت أستراليا في اتفاقية أستراليا -نيوزيلندا- المملكة المتحدة وتدابير قوى الدفاع الخمسة– المتبوعة بالتدابير التي اتخذتها أستراليا مع بريطانيا ونيوزيلندا من أجل ضمان أمن سنغافورة وماليزيا.
دخلت قوات حفظ السلام الأسترالية إلى تيمور الشرقية في عام 1999 بعد استفتاء الانفصال عن إندونيسيا. أرسلت أستراليا كتيبة من قواتها إلى تيمور الشرقية لمساعدتها في أزمتها لعام 2006. 

## الوكالات والمعاهدات والاتفاقيات الدولية
قدمت أستراليا –التي تُعتبر أحد صائغي ميثاق الأمم المتحدة- دعمًا قويًا للأمم المتحدة ووكالاتها المتخصصة. حصلت أستراليا على عضوية مجلس الأمن بين عامي 1986 و1987، وعلى عضوية المجلس الاقتصادي والاجتماعي في الممتدة بين عامي 1986 و1989، وعلى عضوية لجنة الأمم المتحدة المتصلة بحقوق الإنسان بين عامي 1994 و1996. تلعب أستراليا دورًا بارزًا في العديد من أنشطة الأمم المتحدة الأخرى، بما في ذلك حفظ السلام ومفاوضات نزع السلاح ومكافحة المخدرات.
تنشط أستراليا في اجتماعات رؤساء حكومات دول الكومنولث ومنتدى جزر المحيط الهادئ، ولطالما كانت رائدة في مجموعة كيرنز، وهي البلدان التي تضغط من أجل إصلاح التجارة الزراعية في جولة الأوروغواي للاتفاق العام بشأن التعريفات الجمركية والتجارة (الجات)، وفي منتدى التعاون الاقتصادي لدول آسيا والمحيط الهادئ (الأبيك). قادت أستراليا في سبتمبر من عام 1999 تحالفًا دوليًا لاستعادة النظام في تيمور الشرقية بعد انسحاب إندونيسيا من أراضيها، وذلك بموجب تفويض من مجلس الأمن التابع للأمم المتحدة.
أولت أستراليا اهتمامًا خاصًا بالعلاقات بين الدول المتقدمة والدول النامية، مع التركيز على دول رابطة دول جنوب شرق آسيا (آسيان) -إندونيسيا، وسنغافورة، وماليزيا، وتايلاند، والفلبين، وبروناي- والدول الجزرية في جنوب المحيط الهادئ. تشارك أستراليا بشكل نشط في المنتدى الإقليمي لرابطة أمم جنوب شرق آسيا (ARF)، الذي يعزز التعاون الإقليمي بشأن القضايا الأمنية. شاركت أستراليا في القمة الافتتاحية لشرق آسيا التي رعتها رابطة الآسيان في عام 2005. ولم تحصل أستراليا على مكانها في القمة إلا بعد موافقتها على عكس سياستها والانضمام إلى معاهدة الصداقة والتعاون في جنوب شرق آسيا. ترددت أستراليا بشأن التوقيع على المعاهدة بسبب مخاوفها المتعلقة بكيفية تأثيرها على التزام أستراليا بموجب ترتيبات المعاهدة الأخرى بما في ذلك معاهدة أنزوس.
نُعتبر بابوا غينيا الجديدة (PNG) -التي كانت منطقة أسترالية سابقة- أكبر متلق للمساعدة الأسترالية. ساهمت أستراليا ابتداءً منذ 1997 وحتى 1999 في برنامج صندوق النقد الدولي الخاص بتايلاند وساعدت إندونيسيا وبابوا غينيا الجديدة في مواجهة الأزمات البيئية الإقليمية وجهود الإغاثة في حالات الجفاف.

### المعاهدات الأمنية
تُعتبر أستراليا طرفًا في معاهدة الأمن بين أستراليا ونيوزيلندا والولايات المتحدة الأمريكية، بالإضافة إلى أنها طرف في القوة الثلاثية لأستراليا ونيوزيلندا والمملكة المتحدة (أنزوك).

## التجارة
يُعتبر كل من الولايات المتحدة الأمريكية وكوريا الجنوبية واليابان والصين والمملكة المتحدة أكبر الشركاء التجاريين لأستراليا بشكل عام. وقعت أستراليا بدءًا من عام 2007 على اتفاقيات ثنائية للتجارة الحرة مع نيوزيلندا والولايات المتحدة الأمريكية وتايلاند وسنغافورة، بالإضافة إلى ذلك، كانت أستراليا آنذاك بصدد إجراء دراسات حول اتفاقيات التجارة الحرة مع دول آسيان والصين وتشيلي والهند وإندونيسيا وماليزيا.
- اتفاقية التجارة الحرة بين أستراليا وتشيلي.
- اتفاقية التجارة الحرة بين أستراليا والصين.
- اتفاقية التجارة الحرة بين أستراليا وكوريا.
- اتفاقية التجارة الأوثق بين أستراليا ونيوزيلندا.
- اتفاقية التجارة الحرة بين أستراليا والولايات المتحدة الأمريكية.
- اتفاقية التجارة الحرة بين أستراليا وفيجي.

### التسلح
تحتفظ أستراليا بجيش ذو قدر عال من الجاهزية من أجل تعزيز سياستها الخارجية، وتعد أستراليا رابع أكبر مستورد للأسلحة الرئيسية في العالم وفقًا لمعهد ستوكهولم الدولي لأبحاث السلام. قدمت الولايات المتحدة الأمريكية 60% من واردات أستراليا العسكرية في حين قدمت إسبانيا 29% منها. تلقت جميع القوات المسلحة الأسترالية بين عامي 2014 و2018 أسلحة رئيسية جديدة، وكانت الطائرات والسفن الحربية أهم هذه الأسلحة. شكلت الطائرات المقاتلة من طراز إف- 35 والطائرات الحربية المضادة للغواصات المستوردة من الولايات المتحدة الأمريكية 53% من واردات الأسلحة الأسترالية بين عامي 2014 و2018، في حين شكلت السفن الحربية المستوردة من إسبانيا 29% منها. تُعتبر الشحنات الكبيرة من الطائرات والسفن الحربية الإضافية مرموقة للغاية. 
تعمل أستراليا على تحديث قواتها المسلحة ولكنها تحصل أيضًا على أسلحة تزيد من قدراتها بعيدة المدى بشكل كبير. حصلت أستراليا من بين الأسلحة المستوردة بين عامي 2010 و2014 على 5 طائرات نقل وقود وأول سفينتين هجوميتين برمائيتين من إسبانيا، إلى جانب طائرتين نقل كبيرتين و4 طائرات إنذار مبكر (AEW) من الولايات المتحدة الأمريكية. استلمت أستراليا أيضًا 26 طائرة مقاتلة من الولايات المتحدة الأمريكية، مع وجود 82 طائرة أخرى تحت الطلب، بالإضافة إلى 8 طائرات حربية مضادة للغواصات من الولايات المتحدة الأمريكية و3 مدمرات هوبارت من إسبانيا. زادت واردات أستراليا من الأسلحة الرئيسية خلال الفترة الممتدة بين عامي 2014 و2018 بنسبة 37% عما كانت عليه في الفترة الممتدة بين عامي 2010 و2014، ما يجعلها رابع أكبر مستورد للأسلحة في العالم وفقًا لمعهد ستوكهولم الدولي لأبحاث السلام.

## البعثات الخارجية
لدى أستراليا ممثلين دبلوماسيين في أكثر من 90 موقعًا. تمتلك أستراليا علاقات رسمية مع عدد من البلدان. ثمة سفارة أسترالية في عدد من البلدان، أما في حالة دول الكومنولث فثمة مفوضية عليا. لدى أستراليا قنصليات في العديد من البلدان حيث لا توجد روابط حكومية رسمية، وهذه القنصليات تعمل في المقام الأول على مساعدة المسافرين الأستراليين ورجال الأعمال الذين يزورون تلك البلدان. تقدم عدد من البعثات الكندية المساعدة القنصلية للأستراليين في بلدان في إفريقيا حيث لا تمتلك أستراليا مكتبًا تمثيليًا (وتتبادل أستراليا هذا التدبير مع كندا في بعض البلدان الأخرى) من خلال اتفاقية مشاركة الخدمات القنصلية بين كندا وأستراليا.
نظرًا لسياسة الصين الواحدة لجمهورية الصين الشعبية، يمثل المكتب الأسترالي في تايوان (المعروف سابقًا باسم مكتب التجارة والصناعة الأسترالي) مصلحة أستراليا في تايوان بشكل غير رسمي، ويؤدي وظيفة مماثلة للقنصليات الأسترالية الأخرى.

## العلاقات الثنائية
| البلد                        | تاريخ بدء العلاقات | ملاحظات |
| الجزائر                      | 1974               | - أعلنت أستراليا والجزائر إقامة علاقات دبلوماسية في 8 يوليو 1974. - ثمة سفارة للجزائر في كانبرا. - أستراليا معتمدة لدى الجزائر من سفارتها في باريس، فرنسا منذ عام 1991 عندما أغلقت سفارتها في الجزائر لأسباب تتعلق بالميزانية. |
| أنغولا                       | 1988               | - بدأت أستراليا وأنغولا العلاقات الدبلوماسية في مايو 1988 بتفويض أستراليا لسفير مقيم في لوساكا، زامبيا. يقيم السفير الأسترالي حاليًا في بريتوريا بجنوب إفريقيا. أستراليا لديها قنصلية فخرية في لواندا. - سفير أنجولا معتمد من سفارتها في سنغافورة. |
| بنين                         |                    | |
| بوتسوانا                     |                    | - تتمتع أستراليا وبوتسوانا بعلاقات جيدة منذ استقلال بوتسوانا بصفتهما دولتين عضوتين في دول الكومنولث. أقام البلدان العلاقات الدبلوماسية رسميًا في يوليو 1973 مع اعتماد مفوض سامي أسترالي غير مقيم ومقره في بريتوريا. ولأستراليا أيضًا قنصلية فخرية في غابورون. - بوتسوانا لديها مفوضية عليا في كانبرا ولديها قنصليات فخرية في بريسبان وملبورن وبيرث ونيو ساوث ويلز في منتصف الساحل الشمالي لبلدة كيندال. - قام الحاكم العام، كوينتن برايس، بأول زيارة رسمية كالحاكم العام الأسترالي إلى بوتسوانا في مارس 2009. ثم قام الرئيس إيان خاما بأول زيارة رسمية لرئيس بوتسوانا في أستراليا في مارس 2010. |
| بوركينا فاسو                 |                    | - أقامت أستراليا وبوركينا فاسو علاقات دبلوماسية في عام 2008 كجزء من توسيع مشاركة أستراليا مع إفريقيا في ظل حكومتي كيفن رود وجوليا غيلارد. - السفير الاسترالي معتمد من أكرا. - سفير بوركينا فاسو معتمد من طوكيو. |
| بوروندي                      |                    | - سفير أستراليا لدى بوروندي معتمد من نيروبي، كينيا. - بوروندي لديها قنصلية فخرية في بيرث. |
| الرأس الأخضر                 |                    | - أقامت أستراليا والرأس الأخضر علاقات دبلوماسية في عام 2009 كجزء من توسيع مشاركة أستراليا مع إفريقيا في ظل حكومتي كيفن رود وجوليا غيلارد. - أستراليا معتمدة لدى الرأس الأخضر من سفارتها في لشبونة ، البرتغال. - لم يقم الرأس الأخضر بعد بتمثيل أستراليا. |
| الكاميرون                    |                    | · |
| جمهورية أفريقيا الوسطى       |                    | - أقامت أستراليا وجمهورية إفريقيا الوسطى علاقات دبلوماسية في عام 2010 كجزء من توسيع مشاركة أستراليا مع إفريقيا في ظل حكومتي كيفن رود وجوليا غيلارد. - أستراليا معتمدة لدى جمهورية إفريقيا الوسطى من سفارتها في أديس أبابا. - لم تقم جمهورية أفريقيا الوسطى بعد بتمثيل أستراليا. |
| تشاد                         |                    | - أستراليا معتمدة لدى تشاد من سفارتها في باريس، فرنسا. - تشاد ليس لديها اعتماد لدى أستراليا. |
| جزر القمر                    |                    | - سفير أستراليا لدى جزر القمر معتمد من (بورت لويس)، موريشيوس. - لم تقم جزر القمر بعدْ بتمثيل نفسها في أستراليا. |
| جمهورية الكونغو              |                    | - أقامت أستراليا والكونغو علاقات دبلوماسية في عام 2009 كجزء من توسيع مشاركة أستراليا مع إفريقيا في ظل حكومتي كيفن رود وجوليا غيلارد. - السفير الاسترالي معتمد من هراري. - لم تقم الكونغو بعد بتمثيل أستراليا. |
| جمهورية الكونغو الديموقراطية |                    | |
| جيبوتي                       |                    | أقام البلدان علاقات دبلوماسية |
| مصر                          |                    | - لدى أستراليا سفارة في القاهرة. - مصر لديها سفارة في كانبرا وقنصليتين عامتين (في ملبورن وسيدني). - وزارة الخارجية والتجارة الأسترالية حول العلاقات مع مصر |
| غينيا الاستوائية             |                    | - أقامت أستراليا وغينيا الاستوائية علاقات دبلوماسية في عام 2009 كجزء من توسيع مشاركة أستراليا مع إفريقيا في ظل حكومتي كيفن رود وجوليا غيلارد. - سفير استراليا معتمد من مدريد. - سفير غينيا الاستوائية معتمد من بكين. |
| إريتريا                      |                    | · |
| إسواتيني                     |                    | - تتمتع أستراليا وإسواتيني بعلاقات جيدة منذ استقلال إسواتيني، بصفتهما دولتين عضوتين في دول الكومنولث. أقام البلدان علاقات دبلوماسية رسميًا في يوليو 1973 مع اعتماد مفوض سامي أسترالي غير مقيم ومقره في بريتوريا. - إسواتيني معتمدة لدى أستراليا من المفوضية العليا في كوالالمبور. |
| إثيوبيا                      |                    | - أستراليا لديها سفارة في أديس أبابا. - إثيوبيا لديها سفارة في كانبرا. |
| الغابون                      |                    | - سفير استراليا لدى الغابون معتمد من أبوجا. - لم تعتمد الغابون بعدْ ممثلًا لها في أستراليا. - بلغت تجارة البضائع المتبادلة بين البلدين ما يقرب من 120 مليون دولار أسترالي في 2019-2020. جزء كبير من هذه التجارة يتمثل بالواردات الأسترالية من النفط الخام وواردات الغابون من الطائرات. - قام الرئيس علي بونغو أونديمبا بزيارة دولية إلى أستراليا في عام 2012. كان والده، الرئيس عمر بونغو، قد استُقبل رسميًا في وقت سابق في أستراليا خلال زيارة خاصة للغاية في عام 1978. |
| غانا                         |                    | - أستراليا لديها مفوضية عليا في أكرا. - غانا لديها مفوضية عليا في كانبرا وقنصلية عامة في سيدني. - العلاقات التجارية الأسترالية متواضعة، إذ قُدرت قيمتها 113 مليون دولار أسترالي في عام 2007، ومعظمها تكمن بالصادرات إلى غانا. نما الاستثمار في التعدين الأسترالي في غانا في السنوات الأخيرة، ولا سيما في قطاع تعدين الذهب. - تقدم أستراليا مساعدات خارجية لغانا للتخفيف من حدة الفقر وتحسين البيئة وتعزيز حقوق الإنسان. |